# コロ圏
コロ圏（コロけん、フランス語: Cercle de Koro）は、マリ共和国の地方行政区画でバンディアガラ州を構成する圏のひとつ。行政の中心地はコロにおかれる。下級単位のコミューンは2009年時点で16団体あり、2009年の統計で人口は361,944人を数える。
2023年2月22日、行政区画再編によりモプティ州からバンディアガラ州に移管され、一部のコミューンが分離した。

## コミューン
コロ圏には2009年時点で以下のコミューンがある。
- バンバ (マリ共和国)（fr:Bamba (Koro)）
- バラピレリ（fr:Barapiréli）
- ボンド (マリ共和国)（fr:Bondo (Mali)）
- ディアンカブー（fr:Diankabou）
- ディノングールー（fr:Dinangourou）
- ドューギャニ（fr:Dioungani）
- ドゥーグーテネ 1（fr:Dougouténé 1）
- ドゥーグーテネ 2（fr:Dougouténé 2）
- カッサ（fr:Kassa (Mali)）
- コポロケンディ・ナ（fr:Koporokendié Nâ）
- コロ (マリ共和国)（fr:Koro (Mali)）
- マドゥーグー（fr:Madougou）
- ペル・マウーデ（fr:Pel Maoudé）
- ヨロ（fr:Yoro (Mali)）
- ユーディウ（fr:Youdiou）